# Brunsvigia herrei
Brunsvigia herrei là một loài thực vật có hoa trong họ Amaryllidaceae. Loài này được Leight. ex W.F.Barker mô tả khoa học đầu tiên năm 1963.